# Lucasius pallidus
Lucasius pallidus är en kräftdjursart som först beskrevs av Gustav Budde-Lund 1885.  Lucasius pallidus ingår i släktet Lucasius och familjen Porcellionidae. Inga underarter finns listade i Catalogue of Life.